# حکومت عدد
حکومت عدد به معنی حاکمیت اکثریت در جوامع دموکراسی، یکی از مهم‌ترین مسائل مورد بحث فلاسفه و متفکران جهان دربارهٔ مفهوم واقعی حکومت مردم بر مردم است.
فلاسفه و صاحبنظران علوم سیاسی و دولتمردان جهان در این باره اختلاف نظر دارند و بسیاری از آنها معنی محدود لغوی حکومت اکثریت را برای تحقق بخشیدن به ایدهٔ دموکراسی کافی نمی‌دانند. از نخستین و بزرگ‌ترین منتقد دموکراسی، یعنی از افلاطون که بگذریم، بسیاری از متفکران جهان، دموکراسی را در مفهوم مطلق و محدود آن، یعنی حکومت عدد و حاکمیت اکثریت، منطقی و عادلانه نمی‌دانند. زیرا گذشته از افلاطون که اکثریت را عوام و جاهل و ناصالح برای حکومت می‌دانست و حکومت نخبگان و برگزیدگان را توصیه می‌کرد، حتی در بسیاری از جوامع پیشرفته هم، که اکثریت مردم از امکانات تعلیم و تربیت و دانش و بینش کافی برخوردار بوده‌اند، در شرایط خاص زمانی تحت تأثیر فشارهای سیاسی و اقتصادی یا هیجانات زودگذر تصمیم نادرستی گرفته و عنان حکومت را به دست کسانی داده‌اند با زیر پای نهادن تمام ارزش‌های انسانی دیوانه‌وار دست به تخریب سرزمین خود زده‌اند و برای ملتی که یک بار مرتکب چنین اشتباهی شده نقشی جز یک تماشایی سرگشته و بی‌اختیار باقی نمانده‌است. بهترین شاهد مثال در این مورد روی کار آمدن آدولف هیتلر و حزب نازی آلمان بر روی موج احساسات و هیجانات عمومی در سال ۱۹۳۳ و ویرانی و اشغال و تقسیم آلمان در پایان حکومت خودکامه نازی‌ها است. از متفکران و نویسندگان بزرگی که نظرات آنها دربارهٔ آزادی و دموکراسی مورد استناد و احترام است «جان لاک» که در قرن هفدهم و عصر اعتلای دموکراسی در انگلستان می‌زیسته و «جان استوارت میل» که از فلاسفه و نویسندگان بزرگ قرن نوزدهم است. هر دو دربارهٔ حدودی که باید برای حکومت عدد و حاکمیت اکثریت قائل شد سخن گفته‌اند جان لاک می‌گوید: «آزادی فرد هرگز به این معنی نیست که فردی بتواند به حقوق و آزادی‌های افراد دیگر تجاوز کند یا در آنچه متعلق به خود اوست تصرفات و تغییراتی به زیان جامعه به وجود آورد». جان استوارد میل، در رساله معروف خود زیر عنوان دربارهٔ آزادی با صراحت بیشتری دربارهٔ حدود دموکراسی و آزادی‌های فردی سخن رانده و خطرات حکومت اکثریت فارغ از قیود اصول اخلاقی را چنین بیان می‌کند: «استبداد و ظلم حکومت‌هایی که ظاهراً طبق موازین دموکراسی و به اتکای آرای اکثریت مردم بر سر کار می‌آیند خطرناک‌تر و زیان‌بارتر از حکومت‌های فردی است، زیرا اگر در حکومت‌های فردی و استبدادی راه گریز و ستیزی باشد، در استبداد و ستم اکثریت بر اقلیت راه ستیز و دادخواهی هم بسته می‌شود و حکومت عدد جانشین حکومت عدل می‌گردد».
برای جلوگیری از چنین عوارضی است که برای استقرار یک حکومت دموکراسی به معنی واقعی حدود و شرایطی در نظر گرفته شده و نویسنده و محقق سوسیالیست انگلیسی «ای.اف. داربین» در رساله‌ای زیر عنوان سوسیالیست دموکراتیک، سه شرط اصلی تحقق دموکراسی را چنین بیان می‌کند:
1. نخستین و مهم‌ترین شرط تحقق دموکراسی در یک جامعه، آمادگی و صلاحیت یا قابلیت جامعه برای مشارکت در رای‌گیری آزاد و انتخاب نمایندگان پارلمان یا حکومت مورد نظر خود می‌باشد. حصول این شرط مستلزم بالا بودن سطح دانش و فرهنگ جامعه و شناخت واقعی آنها از مسائل جامعه می‌باشد. به همین جهت در جوامعی که دارای فرهنگ عقب‌مانده یا نرخ بی‌سوادی بالایی می‌باشند اکثریت کسانی که در انتخابات شرکت می‌کنند آرای خود را ناآگاهانه در اختیار صاحبان زر و زور می‌گذارند؛ و به فرض آنکه در دادن رای آزاد باشند تحت تأثیر تبلیغات قدرت حاکم یا عواملی که امکان تسلط بر وسایل تبلیغاتی را دارند قرار می‌گیرند.
2. شرط دوم تحقق دموکراسی امکان انتخاب برای مردم بین احزاب و گروه‌های مختلف و برنامه‌های سیاسی و اقتصادی و اجتماعی آنهاست در کشورهایی که با حکومت تک حزبی اداره می‌شوند ممکن است مردم حق شرکت در انتخابات را داشته باشند و حتی مانند کشورهای کمونیستی عملاً مجبور به شرکت در انتخابات هم بشوند ولی آنها فقط می‌توانند به کاندیداهای معینی که از طرف حزب یا دولت معرفی می‌شود رای بدهند و حداکثر آزادی که ممکن است برای آنها قائل شوند انتخاب بین چند کاندیدای یک حزب می‌باشد.
3. سومین شرط تحقق دموکراسی که شرط اصلی تداوم دموکراسی است، حق مخالفت با حکومت منتخب اکثریت است. اگر احزاب اقلیت در مخالفت با حکومت اکثریت و انتقاد از سیاست‌ها و برنامه‌های قدرت حاکم آزادی نداشته باشند و مخالفت با حکومت به معنی مخالفت با مصالح و منافع ملی تلقی گردد، حزب یا حکومتی که یک بار با احراز اکثریت به قدرت رسیده، با تحدید و تهدید رقیبان خود عملاً امکان به قدرت رسیدن آنان را از میان می‌برند و به نام دموکراسی، دیکتاتوری پیشه می‌کنند.

به‌طور خلاصه استقرار دموکراسی واقعی و آزادی‌های فردی در یک جامعه در صورتی امکان‌پذیر است که حقوق اساسی افراد جامعه اعم از اینکه در اقلیت یا اکثریت باشند محفوظ بماند و حکومت‌هایی که به اتکای آرای اکثریت مردم بر سر کار می‌آیند به هیچ وجه حق تجاوز به این حقوق و و آزادی‌ها را نداشته باشند به عبارت دیگر حکومت‌های انتخابی فقط در کادر برنامه‌های سیاسی و اقتصادی که پیش از انتخابات اعلام می‌کنند می‌توانند آزادی عمل داشته باشند و این برنامه‌ها نیز نباید با حقوق اساسی افراد و اقلیت‌ها که در قوانین اساسی کشورها پیش‌بینی شده‌است تعارض داشته باشد.